# Gelenkinstabilität
Eine Gelenkinstabilität (auch Schlottergelenk genannt) ist eine Verminderung der sicheren, stabilen Führung der das Gelenk bildenden Knochen während einer Bewegung mit gleichzeitiger abnormer Zunahme des möglichen Bewegungsumfanges.
Diese Führung erfolgt normalerweise aktiv durch die Muskulatur und passiv durch den Kapsel- und Bandapparat.
Ursachen einer Störung sind:
- Kapsel- und/oder Bandüberdehnung (Gelenklaxizität)
- abnormale Form der knöchernen Gelenkflächen
- Lähmung der Muskulatur
- Störung der Innervation (neurogene Arthropathie)[2]

Bei erheblicher Zunahme des ermöglichten Bewegungsumfanges spricht man von einer Subluxation.
Wird die Gelenkverbindung vollständig aufgehoben, liegt eine Ausrenkung (Luxation) vor. Kommt dies bei physiologischen Bewegungen ohne zusätzlichen Gewaltaufwand immer wieder vor, spricht man von einer habituellen Luxation.
Eine operative Heilungsmethode der Schlottergelenke zeigte um 1878 Eduard Albert auf.